# 琥珀色の想い出
「琥珀色の想い出」（こはくいろのおもいで）は、あみん通算2枚目のシングル。1982年12月8日発売。発売元はPHILLIPS RECORDS（現・ユニバーサルミュージック）。

## 解説
大ヒットしたデビュー曲「待つわ」に次ぐ、2枚目のシングル。「待つわ」でグランプリを受賞したひとつ前のヤマハポピュラーソングコンテスト（1981年の秋に開催）では、「琥珀色の想い出」で出場していた。中部大会の優秀曲賞を受賞したが、本大会には出場していない。
まだコンテストなどに出場する前（あみん結成前）、岡村が初めて加藤に聴かせた自作曲であるといわれる。また、岡村が曲を作り上げた当時、実は「琥珀色」がどのような色なのかを知らなかった、というエピソードがある。
TBS系音楽番組『ザ・ベストテン』では、1983年1月27日放送分で10位で初登場。
片面曲「ごめんね」は、岡村孝子のソロ・ヴァージョンが存在する。1986年11月29日発売のLP『ANDANTINO』（あみん時代の自作曲を6曲セルフカヴァーした作品集）に収録され、翌年にCD化された際、3曲を追加されたうえ、『Andantino a tempo』（1987.2.4）と改題してリリースされた。岡村ソロ・ヴァージョンは田代修二による編曲で、当シングルに収録されているあみんヴァージョンとは大きく雰囲気が異なる。
2007年に「あみん」が再結成されてから初めてのツアー「25th Anniversary Aming Concert Tour 2007 In the prime 〜ひまわり〜」では、「琥珀色の想い出」が1曲目を飾った。「ごめんね」もセットリスト中盤で披露。この模様は2007年12月19日に発売されたDVDで視聴可能。なお、2008年10月22日発売のアルバム『未来へのたすき』に、「琥珀色の想い出'08」が収録されている。

## 収録曲
1. 琥珀色の想い出　（3:50）
  - 作詞・作曲: 岡村孝子 、編曲: 萩田光雄、Ebako Jr.
2. ごめんね　（3:16）
  - 作詞・作曲: 岡村孝子 、編曲: 萩田光雄、Ebako Jr.

## 楽曲の収録作品
- 琥珀色の想い出　
  - P.S. あなたへ…　（1st アルバム）
  - P.P.S. あなたへ…　（1980年代の作品を網羅した再編集盤）
  - ポプコン・スーパー・セレクション あみんベスト
  - DO MY BEST　（岡村孝子デビュー20周年記念ベスト）
- 琥珀色の想い出'08
  - 未来へのたすき
- ごめんね　
  - P.S. あなたへ…
  - P.P.S. あなたへ…
  - ポプコン・スーパー・セレクション あみんベスト
- ごめんね （岡村バージョン）
  - ANDANTINO　※LP・カセットテープのみのリリース
  - Andantino a tempo　※CDのみのリリース